# Österreichischer Biomasse-Verband
Der Österreichische Biomasse-Verband (ÖBMV) mit Sitz in Wien ist eine österreichische Informations-, Diskussions- und Expertenplattform rund um das Thema Energiewende. Der Schwerpunkt liegt auf der energetischen Nutzung von Biomasse, von der Rohstoffaufbringung in Land-, Forst-, Holz- und Abfallwirtschaft bis hin zur Endnutzung in den Bereichen Wärme, Strom und Treibstoff. Der ÖBMV vertritt die größte erneuerbare heimische Energieressource, deren Rohstoffe aus der Land-, Forst- und Holzwirtschaft sowie aus kommunalen, gewerblichen sowie industriellen biogenen Abfällen stammen und somit den gesamten Sektor der energetischen Biomassenutzung von der Rohstoffproduktion bis hin zu privaten Verbrauchern. Zu den 1.200 Mitgliedern zählen unter anderem die gesamte Heizwerk- und Heizkraftwerk-Branche sowie führende Kesselhersteller.

## Geschichte
Der Verband wurde am 20. April 1995 zur Unterstützung der Branche sowie zur Bewusstseinsbildung und Information der Bevölkerung gegründet. Erster Präsident war Heinz Kopetz (April 1995 bis Herbst 2010), ihm folgte Horst Jauschnegg (Herbst 2010 bis Jänner 2015). Bis Anfang 2018 war Josef Plank Präsident des Österreichischen Biomasse-Verbandes, danach übernahm Rudolf Freidhager die Position. Der aktuelle Präsident ist Franz Titschenbacher. Als Geschäftsführer fungierten Ernst Scheiber sowie seit Jänner 2011 Christoph Pfemeter. 1999 begannen Fachseminare für Installateure und Rauchfangkehrer unter der Leitung Hermann Pummers, die eine Zertifizierung als Biowärmeinstallateur ermöglichen. Die Verbandszeitschrift „Ökoenergie“ erscheint seit Jänner 1991. Seit 2005 organisiert der ÖBMV alle drei Jahre die Mitteleuropäische Biomassekonferenz (Central European Biomass Conference – CEBC).

## Leitbild
Das Ziel des Österreichischen Biomasse-Verbandes ist der vollständige Umstieg Österreichs auf ein effizientes und erneuerbares Energiesystem mit dem bestmöglichen Beitrag heimischer, nachhaltig produzierter Biomasse. Zu seinen Aufgaben zählen unter anderen Projekt- und Öffentlichkeitsarbeit, die Organisation von Veranstaltungen sowie die Publikation von Informationsmaterial.
Zu den wichtigsten Aufgaben des Österreichischen Biomasse-Verbandes zählen:
- Bildungs- und Information für Wirtschaft, Politik, Wissenschaft und Konsumenten in Energie- und Klimaschutzfragen in Bezug auf energetische Biomassenutzung.
- Interessenvertretung im Dienste der Biomassebranche zur Verbesserung der normativen, rechtlichen und ordnungspolitischen Rahmenbedingungen sowie der Wettbewerbsfähigkeit der energetischen Biomassenutzung.
- Erwachsenenbildungseinrichtung, die verschiedene Bildungs- und Informationsangebote sowohl für Fachpublikum als auch für breite Bevölkerungsschichten bereitstellt. Fachliche Weiterbildungsmöglichkeiten werden angeboten, deren Absolvierung die Kompetenzen im Bereich Biomasse steigert und somit eine Zusatzqualifikation in technischen Berufen darstellt.

## Inhaltliche Schwerpunkte
Die Interessensplattform setzt sich für eine effiziente, ressourcenschonende und nachhaltige Nutzung der Biomasse zur Bereitstellung von Wärme, Kälte, Strom und Treibstoffen ein sowie für die Forcierung der Biomasse als erneuerbarer Energieträger im Sinne der energie- und klimapolitischen Ziele, auch in wirtschaftlicher Hinsicht. Daraus ergibt sich eine Forderung nach einer raschen Energiewende mit klaren Zielen und ambitionierten Maßnahmen zur Senkung des Energieverbrauchs und zum Ausbau erneuerbarer, klimaschonender und regionaler Energieträger und nach einer europäischen Spitzenposition Österreichs im Stärkefeld der energetischen Biomassenutzung, um heimische Arbeitsplätze, Technologieentwicklung und Exporte maximal zu fördern.